# Romb
Romb je paralelogram čije su sve stranice jednake duljine. Odlikuje ga proizvoljna veličina kuta između dviju stranica koja može varirati u realnom intervalu (0,π). 
Dijagonale romba ujedno su i simetrale njegovih unutarnjih kutova te su međusobno okomite. Romb s pravim kutovima zove se kvadrat. Rombu se može upisati kružnica sa središtem u sjecištu njegovih dijagonala. Polumjer rombu upisane kružnice jednak je polovici duljine njegove visine.

## Formule
(a je duljina stranice romba, e i f su duljine dijagonala romba)
| P (površina): | {\displaystyle {\frac {e\cdot f}{2}}=a^{2}\cdot \sin \alpha =a^{2}\cdot \sin \beta } |
| O (opseg):    | {\displaystyle 4a}                                                                   |

{\displaystyle \displaystyle 4a^{2}=p^{2}+q^{2}}